# على الصخور (فلم)
على الصخور هو فيلم درامي كوميدي أمريكي 2020 من تأليف وإخراج صوفيا كوبولا . يتبع حياة الأب وابنته ( بيل موراي ورشيدة جونز ) أثناء قيامهما بتخطي زوجها المشبوه ( مارلون وايانز ). تم عرض الفيلم لأول مرة عالميًا في مهرجان نيويورك السينمائي في 22 سبتمبر 2020 ، وتم إصداره في إصدار مسرحي محدود في 2 أكتوبر 2020 ، بواسطة A24 ، تلاه بث رقمي في 23 أكتوبر 2020 ، بواسطة Apple TV + . تلقى الفيلم تعليقات إيجابية من النقاد، الذين لاحظوا أنه أخف من أفلام كوبولا السابقة وأشادوا بأداء موراي.

## طاقم التمثيل
- رشيدة جونز بدور لورا كين
- بيل موراي بدور فيليكس كين
- مارلون وايانز بدور دين
- جيسيكا هينويك بدور فيونا
- جيني سليت في دور فانيسا
- باربرا باين بدور غران

## الإنتاج
في 15 نوفمبر 2018 ، تم الإعلان أن شركة آبل قد دخلت في اتفاقية متعددة السنوات مع شركة الترفيه A24 لإنتاج قائمة من الأفلام الأصلية بالشراكة مع وحدة الفيديو العالمية الخاصة بها.  في 15 يناير 2019 ، أُعلن أن أول فيلم تم إنتاجه في إطار هذه الشراكة من إخراج صوفيا كوبولا وعنوانه على الصخور . 
إلى جانب الإعلان الأولي للفيلم، تم التأكيد على أنه سيكون من بطولة بيل موراي ورشيدة جونز .  في أبريل 2019 ، انضم مارلون وايانز إلى فريق عمل الفيلم.  في يونيو 2019 ، انضمت جيسيكا هينويك إلى فريق عمل الفيلم.  بحلول يوليو ، تم الإعلان عن انضمام جيني سليت إلى فريق التمثيل. 
بدأ التصوير الرئيسي للفيلم في يونيو 2019 في مدينة نيويورك . 

## الصدور
تم عرض فيلم على الصخور لأول مرة في العالم في مهرجان نيويورك السينمائي في 22 سبتمبر 2020.   تم إصداره في إصدار مسرحي محدود في 2 أكتوبر 2020 ، بواسطة A24 ، تلاه بث رقمي في 23 أكتوبر 2020 ، بواسطة Apple TV + .  

## ردود الفعل
على موقع المراجعة روتن توميتوز ، حصل الفيلم على نسبة موافقة تبلغ 86 ٪ بناءً على 200 مراجعة ، بمتوسط تقييم 7.26 / 10.  على ميتاكريتيك ، حصل الفيلم على متوسط مرجح قدره 73 من أصل 100 بناءً على 46 تقيماً ، مما يشير إلى «المراجعات الإيجابية بشكل عام». 

## روابط خارجية
- على الصخور  في قاعدة بيانات الأفلام على الإنترنت (بالإنجليزية)